# Kanton Wetter
Der Kanton Wetter war eine Verwaltungseinheit im Distrikt Marburg des Departement der Werra im napoleonischen Königreich Westphalen. Sitz der Kantonalverwaltung war die kleine Stadt Wetter im heutigen Landkreis Marburg-Biedenkopf.
Der Kanton umfasste 18 Dörfer und Weiler und eine Stadt, hatte 6.248 Einwohner und eine Fläche von 2,95 Quadratmeilen.
Zum Kanton gehörten die Kommunen:
- Die Stadt Wetter mit Niederwetter,
- Sterzhausen, Warzenbach und Brungershausen,
- Amönau und Oberndorf,
- Treisbach, Niederasphe und Untersimtshausen,
- Münchhausen, Obersimtshausen und Mittelsimtshausen,
- Wollmar, Todenhausen und Deutsch-Todenhausen,
- Mellnau, Unterrosphe und Göttingen,
- Oberrosphe.